# Otopleura nitida

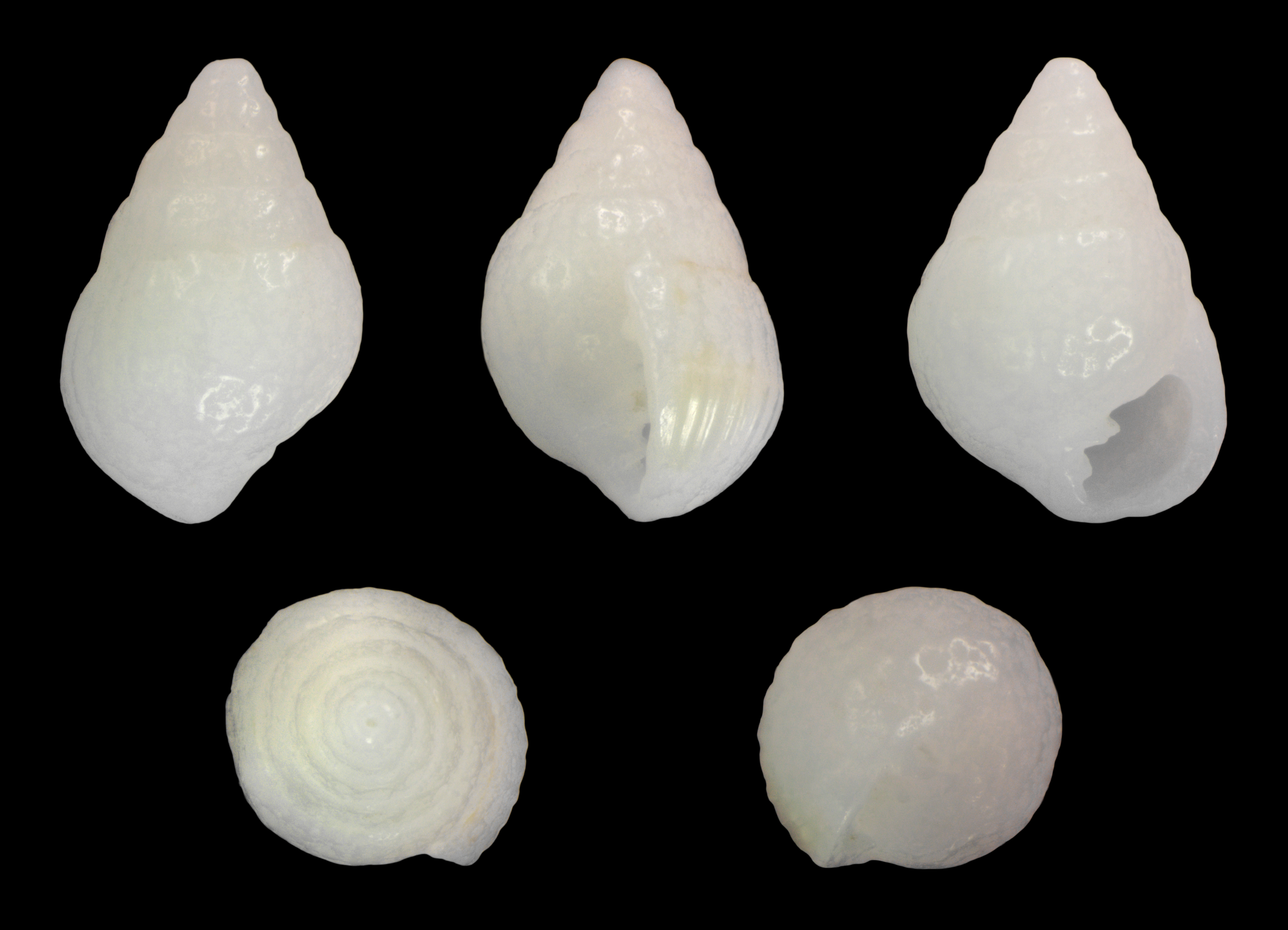
Jeugdig

Otopleura nitida is een slakkensoort uit de familie van de Pyramidellidae. De wetenschappelijke naam van de soort is voor het eerst geldig gepubliceerd in 1855 door A. Adams.